# Wilhelm Wandschneider

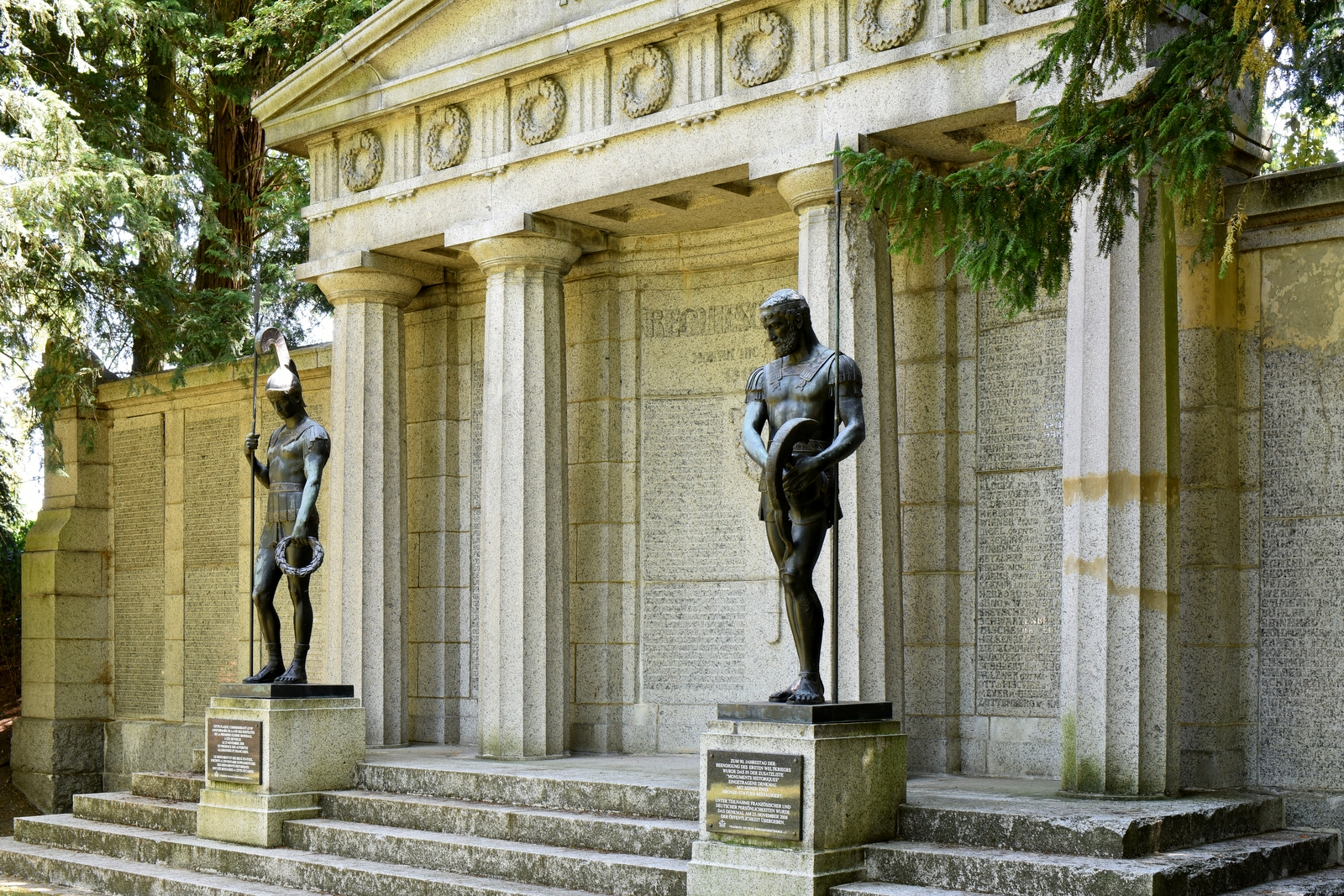
Monument aux morts de Saint-Quentin

Wilhelm (Georg Johannes) Wandschneider, né le 6 juin 1866 et mort le 23 septembre 1942 à Plau am See est un sculpteur allemand.

## Biographie

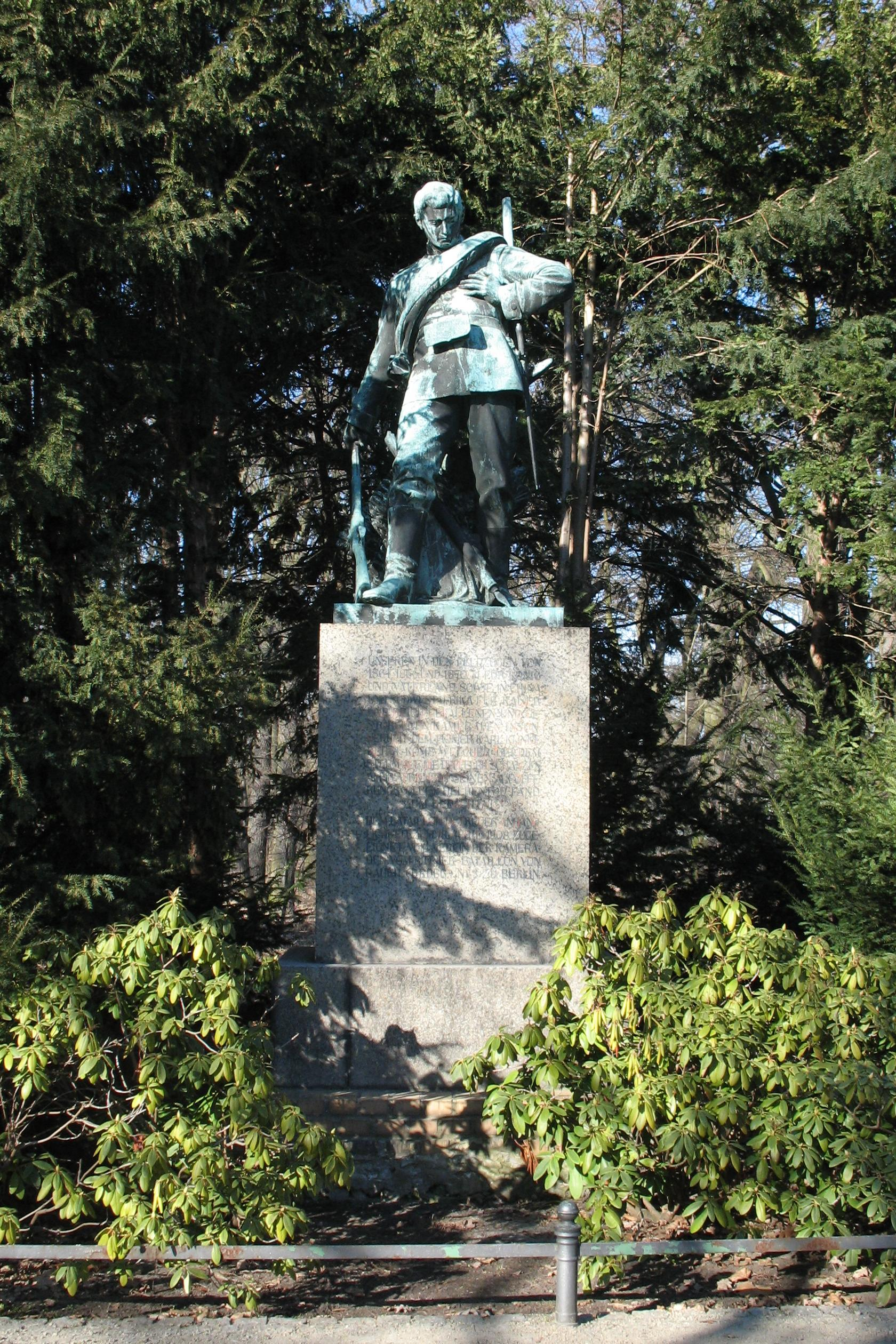
Carl Klinke

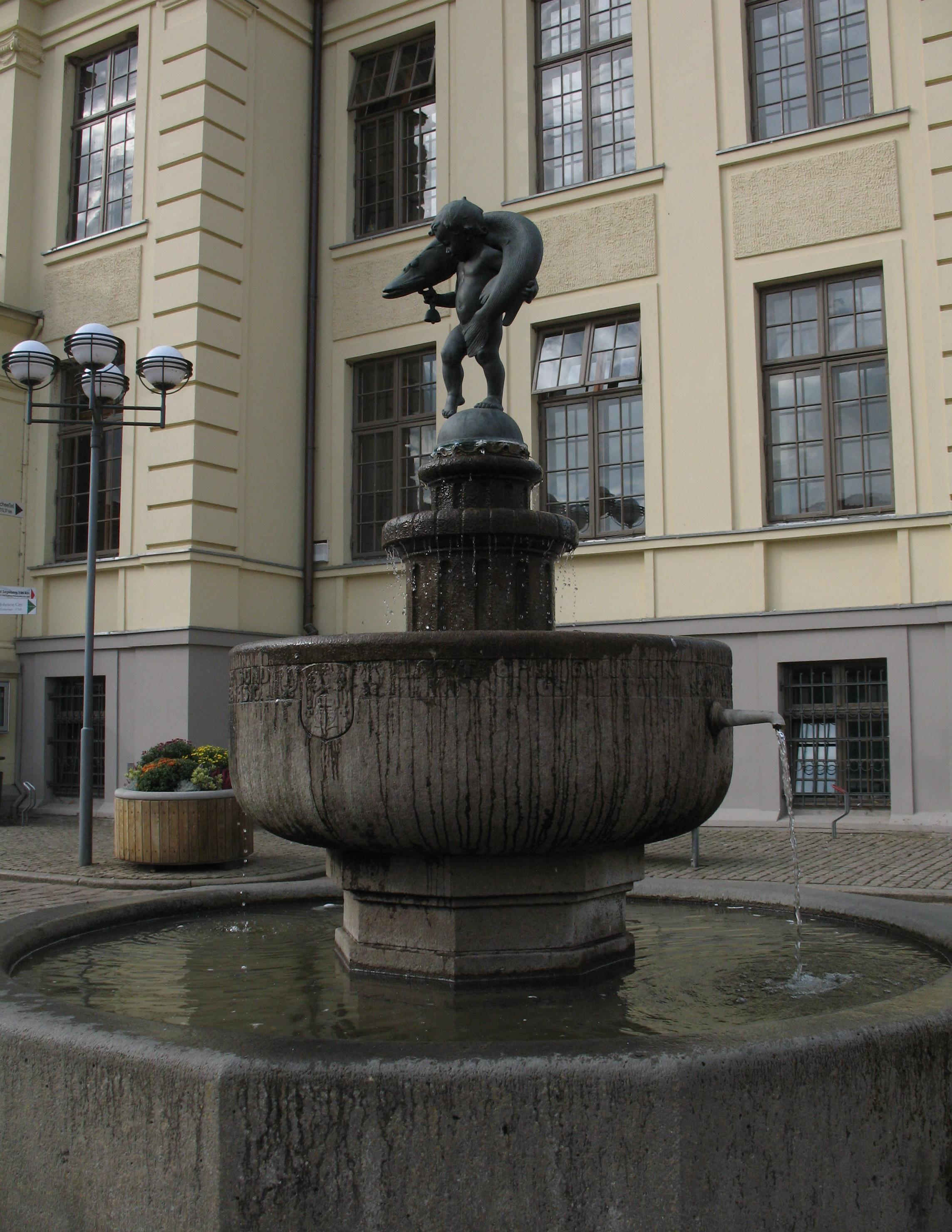
Fontaine a Teterow

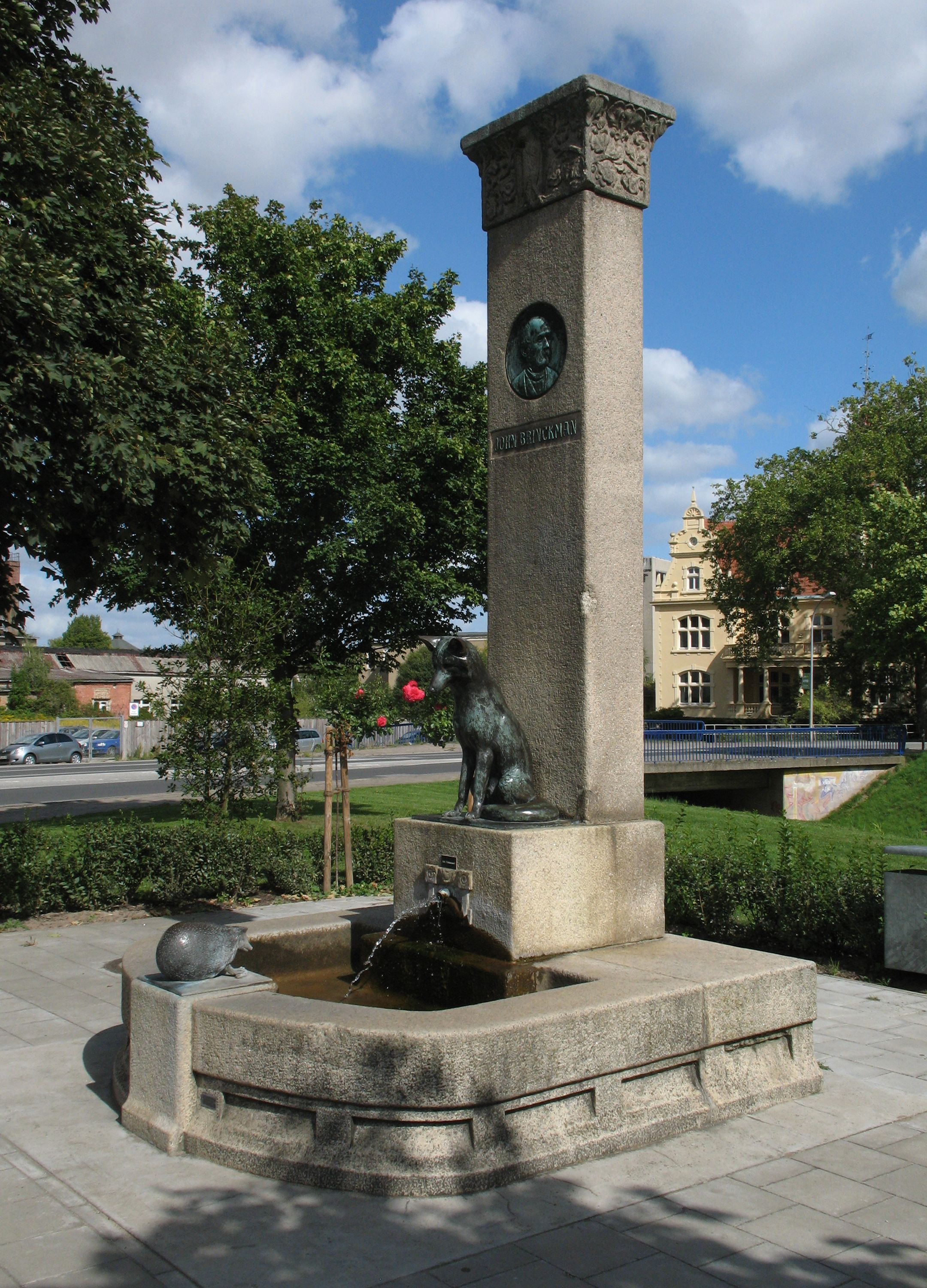
Fontaine a Güstrow

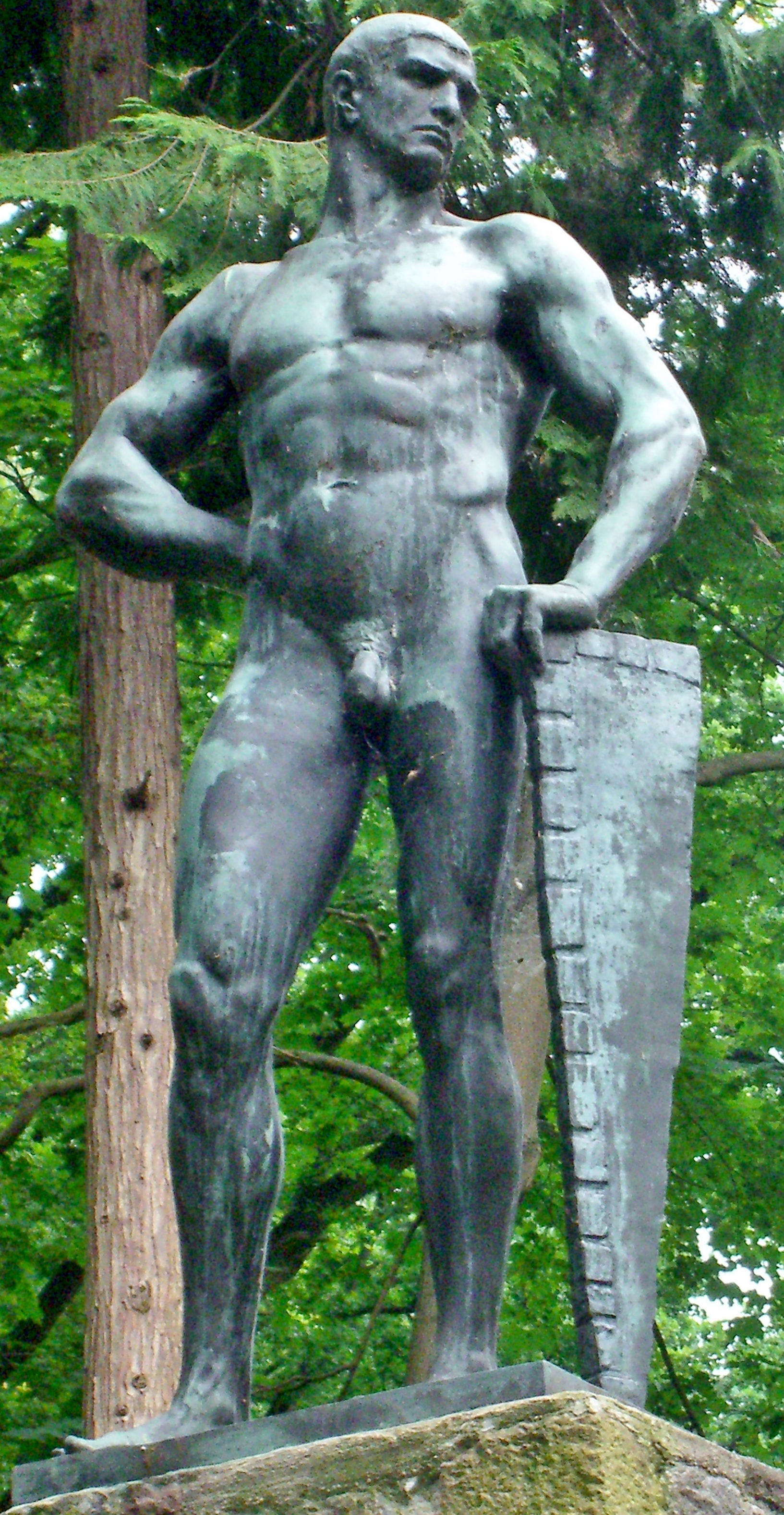
Coriolan, médaille d'or à l'exposition universelle de saint-Louis en 1904

Wilhelm Wandschneider fréquente la nouvelle école de Plau am See, fondée en 1860. Avec son frère Karl il explore les environs de Plau et vit une enfance sereine. Selon la tradition familiale il aurait appris le métier de peintre dans l'atelier de son père. En 1885, il va à Berlin où il poursuit sa formation de sculpteur. En 1886 il entre à l'école des arts plastiques où il a notamment comme professeur Albert Wolff. Il obtient ensuite un prix qui lui permet de voyager. Il se rend alors à Paris, puis à Rome (1895). En 1898, il épouse Anna Kreß, la fille d'un officier allemand.
Wandschneider participe à de nombreux concours pour essayer de se faire un nom. Il obtient ainsi plusieurs commissions, notamment celle d'un monument à Werner von Siemens. Grâce au patronage de Johann Albrecht, régent de Mecklembourg, il obtient de nombreuses commandes et se fait une réputation qui lui permet de vivre de son travail. Il participe à de nombreuses expositions en Allemagne et à l'étranger. Lors de l’exposition universelle de 1904 à Saint-Louis (Missouri), il gagne une médaille d’or avec son « Coriolan ». Il réalise de nombreux monuments publics, notamment les statues équestres de Louis Botha (Le Cap) et de Simón Bolívar (Quito). 
Guillaume II lui confie la réalisation d'un monument aux morts en 1915 (Saint-Quentin). La chute de l'empire a des conséquences désastreuses pour de nombreux artistes, notamment pour Wandschneider. les commandes publiques et privées se font rares. La famille (il a désormais six enfants) en est souvent réduite à manger à la soupe populaire. Les affaires reprennent au début des années 1920, les associations d'anciens combattants faisant construire des monuments à la mémoire de leurs camarades morts au combat, mais en 1925 Wandschneider doit vendre sa maison et son atelier berlinois. À 60 ans, il retourne s'installer dans sa ville natale de Plau. 
À partir de 1930, le parti national-socialiste monte en puissance et l'artiste, qui a toujours professé des idées conservatrices, y adhère. Il ne réalisera plus qu'une poignée de commandes.